# SuperBobby
SuperBobby è il sesto album del cantante italiano Bobby Solo, pubblicato su vinile a 33 giri nel 1968 e ristampato in CD dalla BMG nel 1999.

## Tracce
Lato A
1. Siesta - (Alberto Anelli, Herbert Pagani) - 2:52
2. La stessa serenata - (Gianni Sanjust, Roberto Satti) - 3:24
3. Signorina, signorina - (Daniele Pace, Lorenzo Pilat, Mario Panzeri) - 2:38
4. I miei pensieri - (Gian Pieretti, Ricky Gianco, Umberto Napolitano) - 3:08
5. A presto, ciao... Ti amo! - (Gianni Sanjust, Roberto Satti) - 2:40
6. Sono solo ormai - (Arthur Altman, Manos Hadjidakis, Roberto Vecchioni) - 2:49

Lato B
1. Amore mi manchi (Honey) - (Bobby Russell) - 4:12
2. Congratulations - (Phil Coulter, Bill Martin, Daiano) - 2:24
3. Tango del mango - (Alberto Anelli, Herbert Pagani) - 3:43
4. Piccola ragazza di collegio - (Gianni Sanjust, Roberto Satti) - 2:38
5. Ora lo so - (Gianni Sanjust, Roberto Satti) - 2:22
6. In un mattino senza sole - (Enrico Ciacci, Mogol, Roberto Satti) - 2:21